# Artère gonadique
Les artères gonadiques droite et gauche (ou artères génitales internes droite et gauche) sont des branches de l'aorte abdominale vascularisant les gonades. 
Ce  sont chez la femme, les artères ovariques et chez l'homme, les artères testiculaires,